# Boccaccio (opérette)
Personnages
- Fiametta, fille adoptive de Lambertuccio (soprano)
- Giovanni Boccaccio, son amant (contralto)
- Scalza, barbier (basse-bouffon)
- Beatrice, son épouse (mezzo-soprano)
- Leonetto, Student, amant de Beatrice (baryton)
- Lotteringhi, tonneleir (ténor-bouffon)
- Isabella, son épouse (alto)
- Pietro, prince de Palerme, son amant (ténor)
- Lambertuccio, épicier (ténor-bouffon)
- Petronella, son épouse (alto)
- Majordome du duc (baryton)
- Checco, un mendiant (basse)
- Un libraire itinérant (baryton)
- Sept étudiants (soprano et alto)
- Six compagnons (ténor et basse)
- L'Intendant du duc (rôle parlé)
- Un apprenti (rôle parlé)
- Trois femmes de chambre (rôle parlé)

Airs
- Misericordia-Chor
- Duell-Musik
- Wonnevolle Kunde
- Hab ich nur deine Liebe, die Treue brauch ich nicht.

Boccaccio est un opéra-comique de Franz von Suppé sur un livret de Camillo Walzel et Richard Genée. Il met en scène l'auteur du Décaméron dans une histoire d'amour.

## Argument

### Premier acte
Place avec l'église et la maison de Scalzas
Les habitants de Florence célèbrent la fête du saint patron de la ville. Devant l'église, un libraire loue les derniers romans de Giovanni Boccaccio, qui traitent de la vie décontractée des femmes florentines. Les maris sont très en colère à ce sujet, car ils croient fermement à la loyauté de leurs femmes. Ils attendent juste l'opportunité de mettre la main sur le poète pour pouvoir le battre. Trois citoyens respectables, le tonnelier Lotteringhi, le marchand d'épices Lambertuccio et le barbier Scalza sont les porte-parole. Ce dernier vient de rentrer d'un voyage dans sa ville natale, à la grande surprise de sa femme Béatrice, qui pense qu'il est toujours à l'étranger. Elle vient de recevoir la visite de l'étudiant Leonetto, qui l'admire beaucoup. Son ami Boccaccio l'a rejoint. Béatrice fait maintenant croire à son mari que deux étudiants en querelle sont entrés de force chez elle. Afin de rendre Béatrice crédible, ils font semblant de se battre à l'épée. Scalza craint d'être entraîné dans la dispute et s'enfuit.
Boccaccio est amoureux de Fiametta, la fille adoptive des Lambertuccio. La belle femme rend son amour sans savoir qu'il est le célèbre poète. Il part à sa recherche. Il rencontre Pietro, un prince de Palerme. Le duc de Palerme voudrait lui donner sa fille illégitime, qui vit à Florence, comme épouse, et l'a donc envoyée là-bas au tribunal. Quand Pietro se rend compte que le jeune homme est Boccace, le poète qu'il admire, il veut immédiatement devenir son élève.
Les maris de Florence croient avoir reconnu le prince comme le poète qu'ils détestent et lui donnent une raclée. Quand ils se rendent compte qu'ils ont eu tort, ils évacuent leur colère en se jetant sur le chariot du libraire et en le renversant. Ils ordonnent à un mendiant de mettre le feu aux écrits. Mais le mendiant n'est autre que Boccaccio lui-même, qui aime les déguisements. Il est obligé de mettre le feu à ses propres œuvres.

### Deuxième acte
Place devant les maisons du tonnelier et du marchand d'épices
Pietro regarde Isabella, la belle épouse du tonnelier, et tient une sérénade pendant que Boccaccio fait la cour à Fiametta. Leonetto a été choisi pour prendre soin de la vieille Petronella pour le moment. Boccaccio et Pietro saisissent l'occasion alors que les hôtes boivent dans la taverne. Quand Lotteringhi rentre à la maison de manière inattendue, Pietro se cache dans un tonneau. Néanmoins il est immédiatement reconnu par la personne qui arrive. Isabella, cependant, n'est pas à court d'excuse ; elle prétend simplement que l'étranger est un client et veut vérifier soigneusement la qualité du baril.
Boccaccio s'est déguisé en garçon de ferme et passe pour un glaneur d'olives auprès de Lambertuccio, qui rentre également à la maison. Ce faisant, il fait croire aux crédules que l'olivier est ensorcelé. Il envoûte les hommes et les femmes et les rend infidèles. Il se trouve que Lambertuccio voit sa voisine Isabella s'unir au prince, sa fille adoptive avec Boccaccio et, à son grand étonnement, sa propre femme avec Leonetto. Soudain, Scalza apparaît et met un terme brusque au mensonge de Boccace. Il dit à Lambertuccio que le jeune homme qu'il voit sur son domaine est en fait le maudit poète.
Les trois honorables citoyens florentins à la recherche de Boccace s'en prennent à nouveau à un innocent, un représentant du duc qui est censé récupérer Fiometta, sa fille biologique. Boccaccio, Pietro et Leonetto se couvrent rapidement le visage avec des masques de diable et fuient.

### Troisième acte
Parc du château avec une terrasse de jardin
L'envoyé n'était autre que le duc lui-même. Ni Pietro ni Fiametta ne sont heureux que le duc les ait choisis l'un pour l'autre. Le cœur de Pietro bat toujours pour Isabella et Fiametta ne peut pas sortir l'étranger qu'elle pense être un étudiant. Les maris de Florence veulent demander au duc de bannir Boccace, mais abandonnent lorsqu'ils apprennent que le poète jouit de toutes les faveurs du duc. Après avoir interprété une commedia dell'arte écrite par Boccaccio, le poète est nommé professeur à l'université de Florence et est rapidement autorisé à amener sa bien-aimée Fiametta à l'autel.

## Orchestration
| Instrumentation de Boccaccio                   |
| Bois                                           |
| 2 flûtes, 2 clarinettes, 2 hautbois, 2 bassons |
| Cuivres                                        |
| 4 cors, 2 trompettes, 3 trombones              |
| Percussions                                    |
| Timbales                                       |
| Instrument à cordes pincées                    |
| 1 harpe, 1 célesta                             |

## Livret
L'aria de Fiametta Hab ich nur deine Liebe, die Treue brauch ich nicht s'inspire d'un poème de Heinrich von Littrow, ami de Suppé, publié en 1857.

## Histoire
Lors de la première, Rosa Streitmann interprète Fiametta, Antonie Link Giovanni Boccaccio, Franz Tewele Lotteringhi, Karl Blasel Checco.
Il s'agit du premier succès de Suppé.

## Postérité
Le 1er janvier 2018, l'ouverture est jouée lors du concert du nouvel an à Vienne dirigé par le chef d'orchestre italien Riccardo Mutti.